# Universitetsparken Station
Universitetsparken Station er en letbanestation i Aarhus midtby. Strækningen mellem Aarhus H og Universitetshospitalet, hvor stationen ligger, åbnede den 21. december 2017. Mens byggeriet stod på havde den arbejdsnavnet Universitetet Station, ikke at forveksle med naboen, Aarhus Universitet Station, der gik under arbejdsnavnet Rytterstenen Station.
Stationen ligger på Nørrebrogade, hvor sporene er anlagt i midten af gaden. Selve stationen er udformet som en øperron mellem sporene. Adgang sker via en gangtunnel og trapper hhv. elevator, i modsætning til de øvrige stationer, hvor adgang sker via fodgængerfelter. Midt på perronen er der en simpel overdækning med bænke og en rejsekort-billetautomat. Stationens udformning bærer i øvrigt præg af, at gaden har en stor stigning, hvorfor perronen skråner en del. Stationen ligger ud for Aarhus Universitet med tilstødende kollegier og Universitetsparken. Desuden ligger der en række boligblokke i området.

## Galleri
- Spor 2 mod Aarhus centrum.
- Tunnel adgang under Nørrebrogade.